# Melogramma
Мелограма (Melogramma) — рід грибів родини Melanconidaceae. Назва вперше опублікована 1849 року.

## Поширення та середовище існування
В Україні зростають Melogramma campylosporum та мелограма колючконосна (Melogramma spiniferum).

## Гелерея

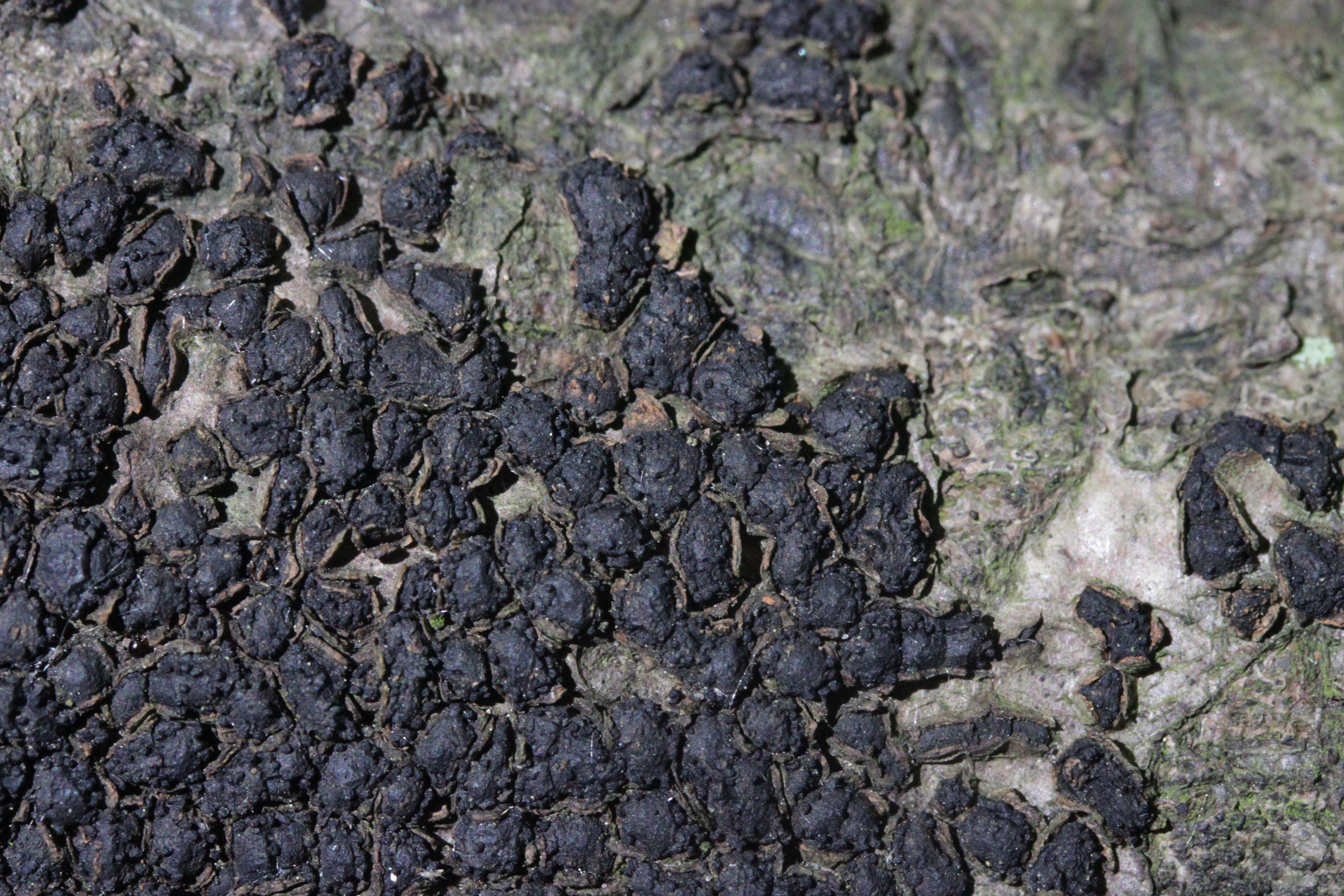
Melogramma spiniferum
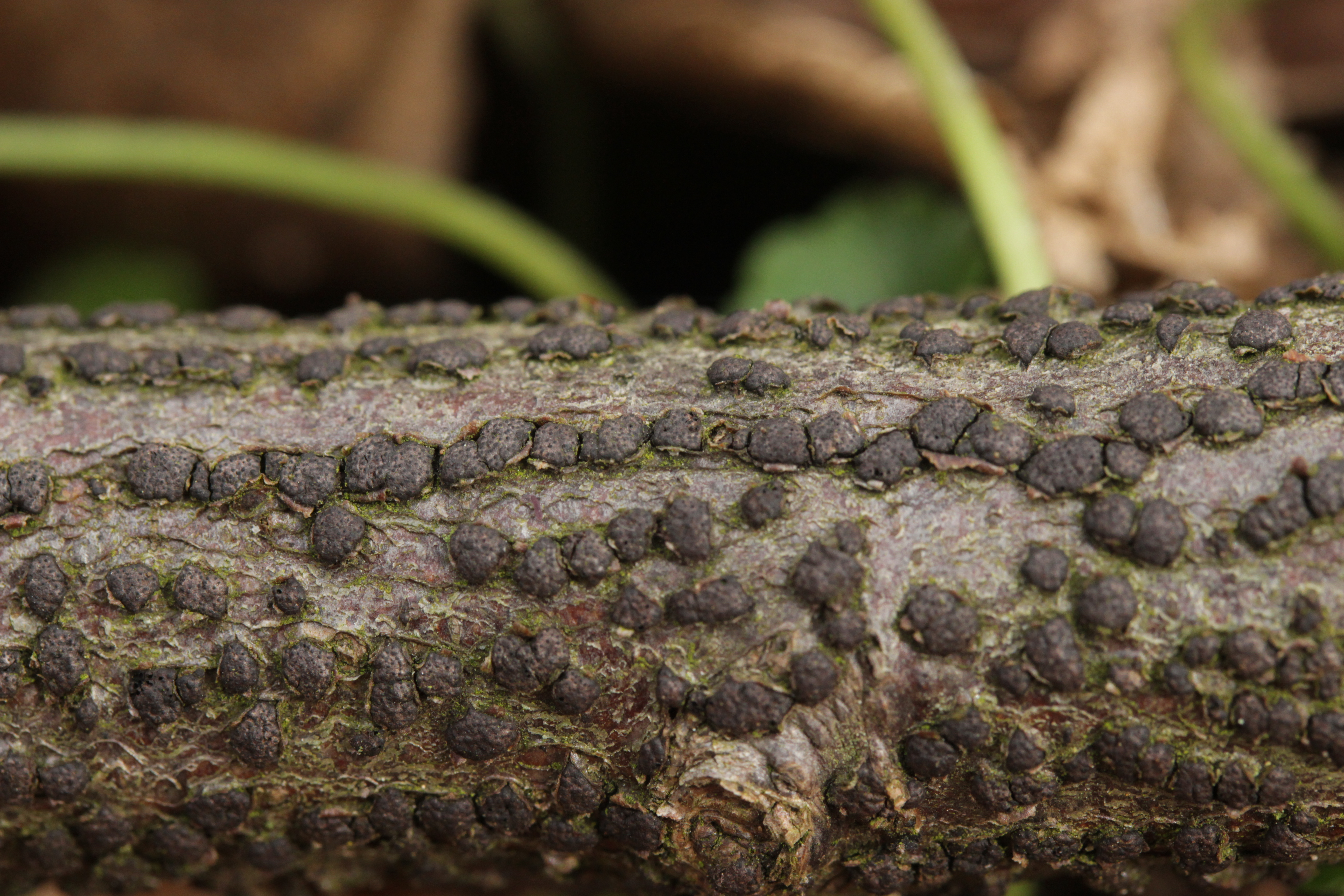
Melogramma campylosporum